# Telipogon antioquianus
Telipogon antioquianus es una especie  de orquídea epifita. Es originaria de Sudamérica.

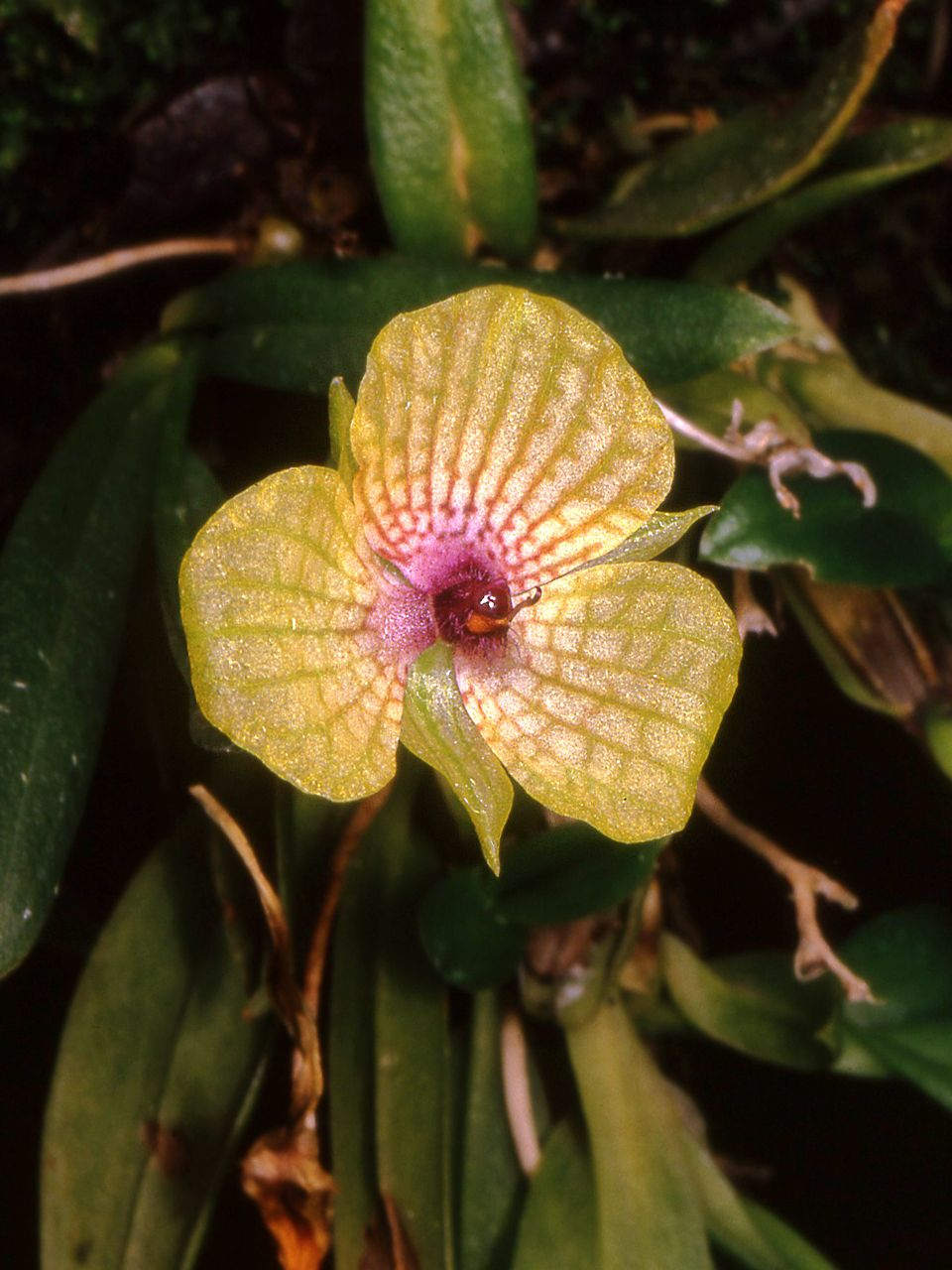
Flor

## Descripción
Es una orquídea de pequeño tamaño, con hábitos de epífita. Esta especie muere  después de que florece en el verano y toma un descanso hasta la próxima estación de crecimiento, por lo que no se debe tirar hasta que esté seguro de que está muerta.

## Distribución y hábitat
Se encuentra en el norte de Colombia, Ecuador y Venezuela. 

## Taxonomía
Telipogon antioquianus fue descrita por Heinrich Gustav Reichenbach y publicado en Linnaea 41: 72. 1877.
Etimología
Telipogon: nombre genérico que deriva de las palabras griegas: "telos", que significa final o punto y "pogon" igual a "barba", refiriéndose a los pelos en la columna de las flores.
antioquianus: epíteto geográfico que alude a su localización en Antioquia.
Sinonimia
- Telipogon andinus Dodson[3][4]